# 国際染織美術館
国際染織美術館（こくさいせんしょくびじゅつかん）は、北海道旭川市にある美術館。日本で初めての染織専門美術館で、主に日本・世界の染色工芸品（世界約80カ国・およそ5千点）を分類別に分けて展示する。

## 歴史
優佳良織工芸館、雪の美術館とともに北海道伝統美術工芸村の一館として開設された。建物は2階建て。敷地面積85,000平方メートル、床面積1,258.25平方メートル。入口ドアのレリーフは蓮田修吾郎作。1階に販売室・第1展示室、2階に第2〜第5展示室がそれぞれ位置する。
運営会社である「北海道伝統美術工芸村」が債務超過に陥り、2016年12月1日に長期休館することとなる。2016年12月12日、北海道伝統美術工芸村は旭川地方裁判所から破産開始決定を受けた。
2021年8月18日、ツルハホールディングスなど3企業が雪の美術館、優佳良織工芸館、国際染織美術館の3施設を共同取得することになった。